# Trượt tuyết đổ đèo

Những người chơi môn trượt tuyết đổ đèo

Trượt tuyết đổ đèo (tiếng Anh: Alpine skiing) là trò tiêu khiển mà trong đó người chơi trượt tuyết từ trên các con dốc vùng núi cao, mang giày được gắn cố định vào ván trượt, khác với các môn cross-country skiing ("trượt tuyết xuyên quốc gia") hoặc môn ski jumping mà trong đó ván trượt không gắn cố định với giày. Dù là giải trí hay thi đấu thể thao thì môn này thường diễn ra tại các khu nghỉ dưỡng trượt tuyết vì ở đây có đầy đủ các dịch vụ thang máy trượt tuyết, máy làm tuyết nhân tạo, cào tuyết theo ý muốn, nhà hàng và đội ngũ nhân viên hỗ trợ.
Tính đến năm 1994, ước tính trên thế giới có khoảng 55 triệu người tham gia chơi trò trượt tuyết đổ đèo. Ước tính số người chơi trượt tuyết (gồm cả những người chơi trượt tuyết đổ đèo) và các môn thể thao liên quan đến tuyết lên tới 30 triệu người ở châu Âu, 20 triệu người ở Bắc Mỹ và 14 triệu người ở Nhật Bản. Tính đến năm 1996, đã có 4.500 khu trượt tuyết với 26.000 thang máy trượt tuyết. Khu vực chiếm ưu thế về môn trực tuyết đổ đèo là châu Âu, kế đến là Nhật Bản và Mỹ.
Trượt tuyết đổ đèo có trong danh mục môn thi của Thế vận hội Olympic mùa đông kể từ năm 1936.

## Lịch sử
Môn trượt tuyết đổ đèo có thể đã khởi thủy ở Nga, Phần Lan, Thụy Điển và Na Uy từ thời tiền sử. Người ta tìm thấy những tấm ván trượt bằng gỗ với nhiều kích thước và hình dạng khác nhau vùi trong các mỏ than bùn. Ban đầu người ta vận dụng ván trượt để băng qua các khu đầm lầy và khu đất ngập nước vào mùa đông khi nước đã đóng băng. Vào thập niên 1760, trượt tuyết được đưa vào huấn luyện quân sự. Quân đội Na Uy khi đó tổ chức những trận thi đấu kỹ thuật trượt tuyết đổ đèo, vừa vòng tránh các thân cây và chướng ngại vật lại vừa bắn súng. Trượt tuyết đổ đèo hiện đại ra đời vào thập niên 1850. Trượt tuyết đóng vai trò là cách thức đi lại suốt hàng ngàn năm ở các quốc gia lạnh giá. Cuối thế kỷ 19, nó biến thành thú tiêu khiển và còn để tranh tài thể thao. Huyền thoại người Na Uy Sondre Norheim là nhà vô địch cuộc thi trượt tuyết đổ đèo đầu tiên tại Oslo, Na Uy vào năm 1868. Hai đến ba thập niên sau, môn thể thao này đã lan sang phần còn lại của châu Âu và Mỹ.